# Czunft Vilmos
Czunft Vilmos (Temesvár, 1897. január 4. – Budapest, Józsefváros, 1945. július 16.) egyetemi tanár, közkórházi főorvos.

## Életútja
Czunft Zsigmond és Schmidt Apollónia fia. A Budapesti Tudományegyetem Orvostudományi Karán 1921-ben szerezte diplomáját. 1917 és 1931 között a Központi Röntgenintézet munkatársa volt, ahol sugármérési és sugárzással történő gyógyító eljárásokkal foglalkozott. Ő vezette be a sugárméréshez a hordókamrát, valamint a filmes dozimetriát. 1931-ben szerezte meg egyetemi magántanári képesítését a röntgengyógykezelés és röntgensugárzás-mérés tárgykörében. 1936. szeptember 19-én Budapesten, a Ferencvárosban házasságot kötött Szabó Margit színésznővel. 1931 és 1936 között a budapesti Rókus Kórházban működött, 1936 és 1945 között a fővárosi Eötvös Loránd Rádium és Röntgen Intézetnek a sugaras gyógyítási, később pedig vezető főorvosa volt. Amikor 1944-ben az intézet felszerelésének java részét nyugatra hurcolták, élete veszélyeztetésével mentett meg 1500 mg-nyi rádiumkészletét. Ennek során halálosan megbetegedett, majd öngyilkosságot követett el (Veronál mérgezés).